# إيرل تانر
إيرل تانر (بالإنجليزية: Earl Tanner)‏ هو محامي وسياسي أمريكي، ولد في 20 فبراير 1950 في سولت ليك في الولايات المتحدة. حزبياً، نشط في الحزب الجمهوري. وقد انتخب عضو مجلس نواب ولاية يوتا.